# 墨西哥梅里達聖殿
墨西哥梅里達聖殿是耶穌基督後期聖徒教會的第 92 座運營聖殿。

## 歷史
1998 年 9 月 25 日，宣布在猶加敦州梅里达建造这座聖殿。 它是墨西哥十三 （页面存档备份，存于）座聖殿之一。
1999 年 1 月 16 日舉行了奠基儀式和場地奉獻，教會的墨西哥南部地區會長卡爾‧普瑞特長老 (Carl B. Pratt) 主持。這座聖殿的遺址佔地0.6公頃，位於墨西哥灣附近的猶加敦半島北端。該地區歷史悠久，聖殿遺址靠近一些最著名的考古遺址，如烏斯馬爾和契琴伊薩。僅在梅里達就有超過 13,000 名成員，在整個聖殿將服務的地區還有更多成員。
墨西哥梅里達聖殿於 2000 年 6 月 24 日至 7 月 1 日向公眾開放。參觀這座佔地994平方公尺的聖殿的人能夠看到兩個教儀室、高榮室、兩個印證室、洗禮堂，並了解有關耶穌基督後期聖徒信仰的更多信息。
當時教會總會會長團第一諮理多馬·孟蓀會長（Thomas S. Monson）於 2000 年 7 月 8 日奉獻聖殿。共舉行了四次奉獻，超過 5,400 名成員參加了禮拜。墨西哥梅里達聖殿為墨西哥和伯利茲的九個支聯會和六個地區的 33,000 名成員提供服務。